# Arioaldo
Arioaldo (? — 636) foi o rei lombardo da Itália de 626 a 636. Duque de Turim, casou-se com a princesa Gundiberga, filha do rei Agilulfo e da rainha Teodelinda. Diferente de seu sogro, era um ariano que recusou-se a ser convertido ao catolicismo.
Arioaldo depôs o herdeiro de Agilulfo, Adaloaldo - que teria enlouquecido - com o apoio da nobreza. Ao tornar-se rei ordenou que sua esposa fosse trancafiada num convento, acusando-a de tramar contra ele juntamente com Tassão, duque do Friul. Arioaldo procurou restabelecer o arianismo como religião do reino lombardo.
As únicas guerras nas quais sua participação foi registrada foram travadas contra os ávaros, que ele conseguiu repelir durante uma tentativa de invasão do norte da península Itálica.